# Aythya australis
El porrón australiano (Aythya australis), también conocido como pato ojos blancos de Australia, es una especie de ave anseriforme de la familia Anatidae nativa de Australia y Nueva Caledonia.

## Descripción

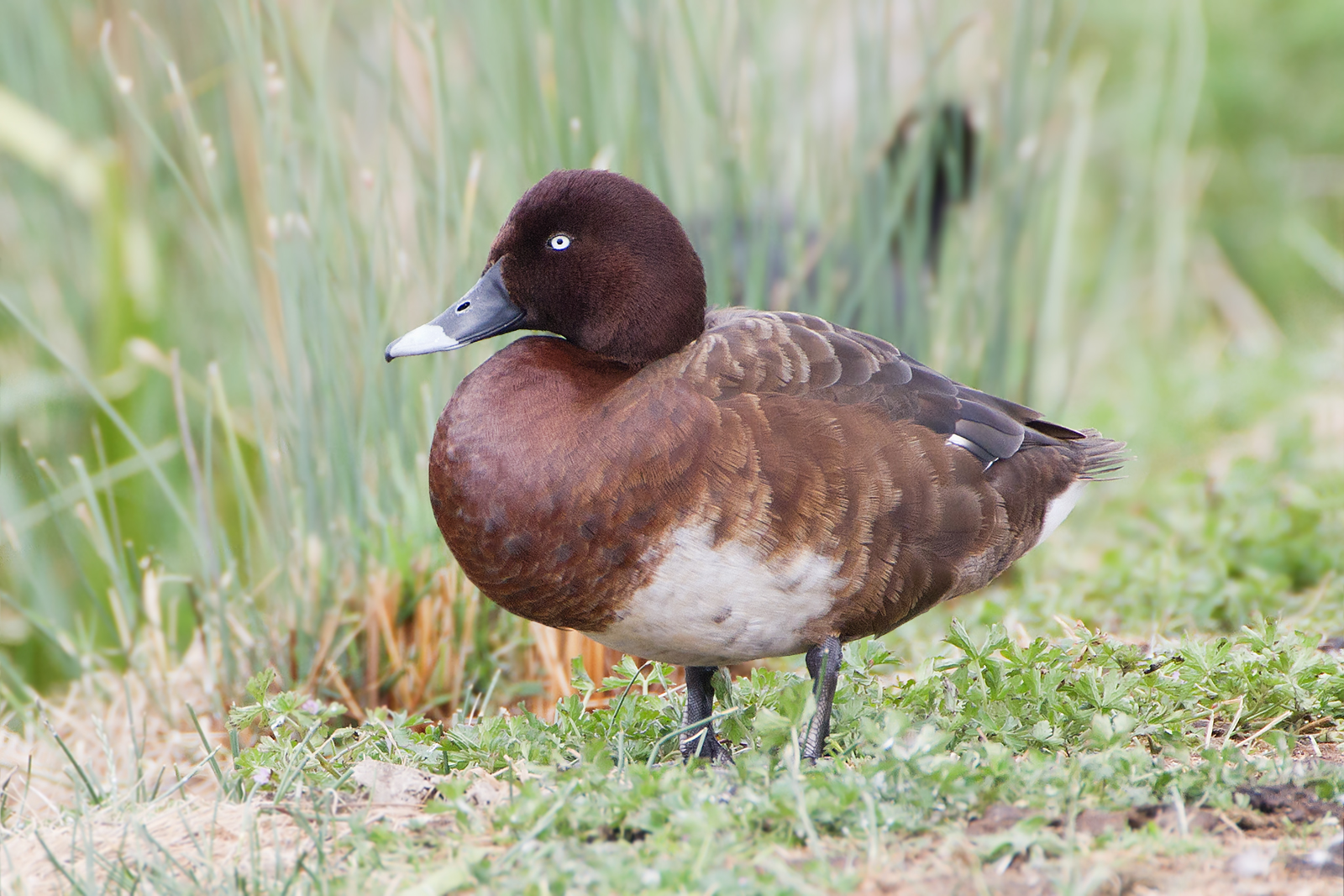
El plumaje de los machos es de un tono pardo más rojizo que el de las hembras y tienen los ojos blancos.

Los porrones australianos son patos de pequeño tamaño, aunque de cuerpo voluminoso. Miden entre 46-49 cm de largo y tienen una envergadura alar de 65 a 70 cm. El macho se caracteriza por sus ojos de iris blanco, y su plumaje es principalmente de color castaño oscuro con cierto tono rojizo variable, salvo una gran mancha en el vientre, la parte inferior de las alas y la zona infracaudal que son blancas. También presenta una lista blanca que recorre la parte superior de sus plumas de vuelo y los bordes de las coberteras alares. Las hembras tienen un patrón de color muy similar al de los machos aunque de tonos pardos más apagados, y sus ojos son castaños. El pico de ambos es principalmente negruzco, con una mancha blanca en la parte terminal en el caso de los machos, aunque la punta también es negra. Las hembras únicamente tienen esta parte blanquecina.

## Taxonomía y etimología
El porrón australiano fue descrito científicamente por el naturalista inglés Thomas Campbell Eyton en 1838, con el nombre de Nyroca australis. Posteriormente fue trasladado al género Aythya, que por haber sido creado con anterioridad, en 1822 por Friedrich Boie, tenía prioridad como nombre del género. La etimología del nombre de su género, Aythya, procede del término griego αἴθυια (aithuia), un ave marina sin identificar citada por Aristóteles; mientras que su nombre específico, australis, simplemente es el término latino que significa «sureño».
Se reconocen dos subespecies:
- A. a. extima (Mayr, 1940) - presente únicamente en Nueva Caledonia;
- A. a. australis (Eyton, 1838) - especie nominal de Australia.

## Distribución

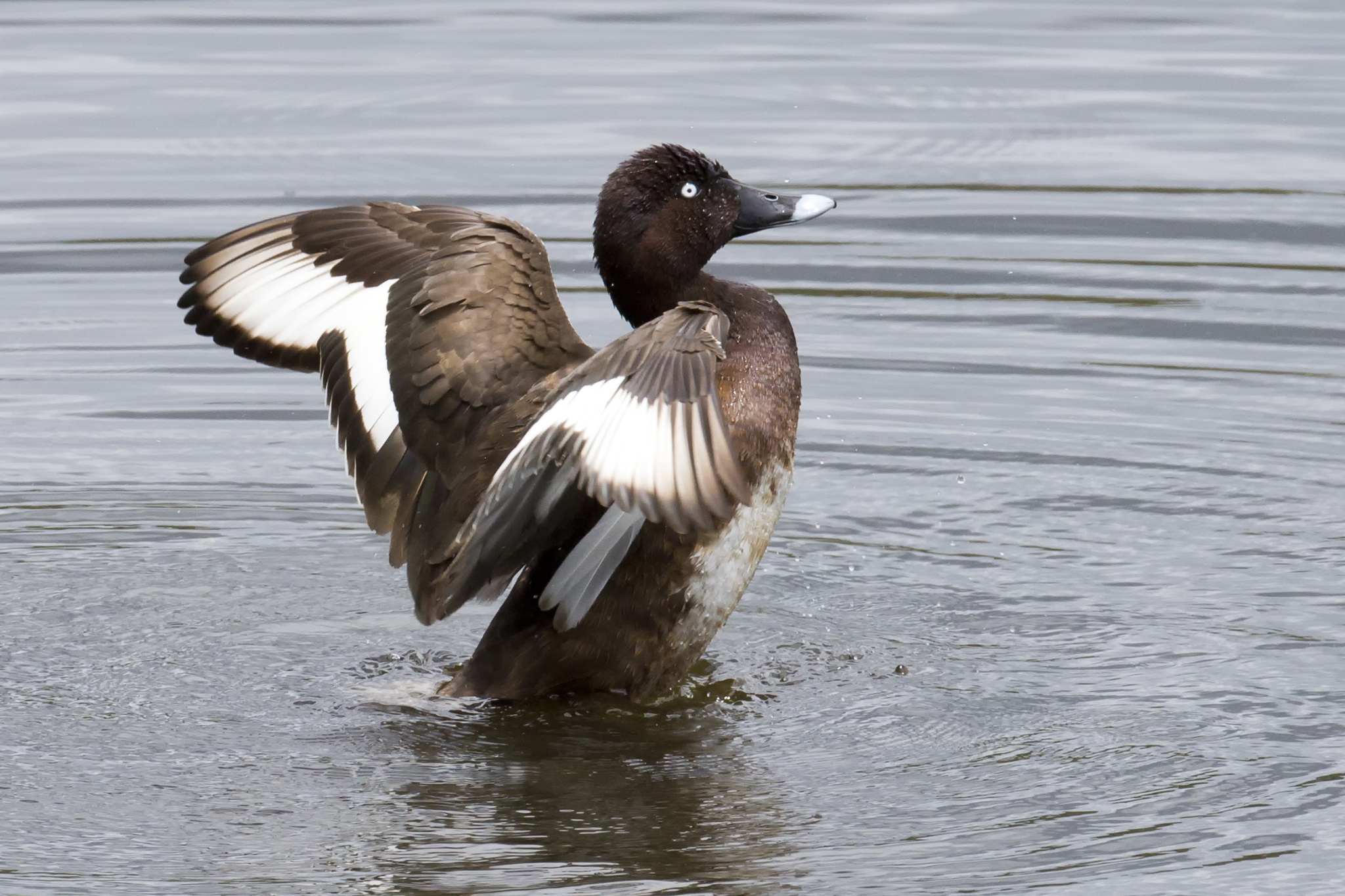
El blanco de sus alas, vientre y región infracaudal destaca con el resto de su plumaje pardo.

Es nativo de Australia, incluida Tasmania, y es común en el sureste del país, en particular en la cuenca del Murray-Darling y en las zonas más húmedas cerca de las costa e islas costeras. Es moderadamente nómada en años normales, pero se dispersa ampliamente en tiempos de sequía. Un número significativo alcanza lugares tan lejanos como Nueva Guinea, Nueva Zelanda y las islas del Pacífico, donde pueden permanecer durante algún tiempo, incluso reproducirse por una o dos temporadas.

## Comportamiento
Al igual que los otros miembros del género Aythya, se alimentan por medio de buceo profundo, a menudo permaneciendo sumergido durante tanto tiempo como un minuto. Se desliza bajo el agua con facilidad, simplemente bajando la cabeza y empujando con sus poderosas patas palmeadas. Se alimenta de una amplia variedad de pequeñas criaturas acuáticas que complementa con malezas acuáticas. Prefiere los grandes lagos, pantanos y ríos profundos, pero se ven a menudo en pequeños arroyos, praderas inundadas y estanques de poca profundidad. Como regla general evita las aguas costeras. Rara vez llega a tierra y nunca se posa en los árboles.